# 江藤大我
江藤 大我（えとう たいが、1978年3月15日 - ）は、日本の俳優、アクションコーディネーター。熊本県出身。アーバンアクターズに所属していた。

## 出演

### 映画・Vシネマ
- 相棒シリーズ
  - 相棒 -劇場版II- 警視庁占拠! 特命係の一番長い夜（2010年） - マフィア
  - 相棒シリーズ X DAY（2013年）
  - 相棒 -劇場版III- 巨大密室! 特命係 絶海の孤島へ（2014年）
- アウトレイジ ビヨンド
- アオグラ AOGRA - バスケットボールのチームメイト ※バスケットボール指導も担当
- アキレスと亀 - 自転車の男
- 石内尋常高等小学校 花は散れども - 劇中劇の侍
- 海猫
- 浮気妻 裏ナマ覗き - 内藤博史
- L change the WorLd
- 同じ月を見ている - 青年団
- 俺は、君のためにこそ死ににいく
- 監督・ばんざい!
- 北のカナリアたち
- 北の零年
- 銀色の雨 - 木村の部下
- 仮面ライダーシリーズ
  - 劇場版 仮面ライダーディケイド オールライダー対大ショッカー
  - オーズ・電王・オールライダー レッツゴー仮面ライダー
- GO - バスケの選手
- 極道の妻たち・RESURRECTION
- コンクリート
- 座頭市 - 銀蔵一家のチンピラ
- ザ・ラストサムライ
- 熟年の性 人妻に戯れて - 山川祐介
- 実録・安藤組外伝 -餓狼の掟- - 矢島
- 3 on 3 - ゼノン
- 制圧の構図 - 男
- TAKESHIS' - 銀行の客
- ダブルス
- 痴漢電車 喪服妻の誘惑 - 石田巧
- 痴漢電車 指使い感じちゃう - 坂本泰三
- 血と骨
- 艶剣客〜くの一媚薬責め〜 - 室戸新吉 ※アクション指導も兼任
- トリコン!!!リターンズ triple complex Returns - 麻薬売人
- 悩殺OL 舌先筋責め - 広田裕也
- ピンポン
- フレンズ - ヒットマン
- HESOMORI - 伊賀並の部下
- 暴行高速バス ノンストップ・クレイジー・ツアー
- ボックス! - 街のチンピラ
- やくざの詩 OKITE 掟 - 合田連合

### テレビドラマ
- 相棒
  - （2002年） - 小林
  - （2003年） - SP
  - （2004年）
  - （2005年） - 狙撃手
  - （2007年）
  - （2009年） - 樋口
  - （2009年） - 藤石正輝
  - （2013年）
  - （2016年） - 山崎
- 明智小五郎VS金田一耕助
- アルバイト探偵（アイ）
- Answer〜警視庁検証捜査官
- 異議あり!女弁護士大岡法江 - 刑事
- 遺留捜査（2011年） - 財津陽一の父
- お見合い放浪記 - 若い男
- ギラギラ
- 警官の血
- 刑事シュート しゅうと&ムコの事件日誌2
- 女と愛とミステリー / 刑法第三十九条 フラッシュ・バック（2001年、BSジャパン）
- 幻夜
- 終着駅シリーズ25
- シリウスの道
- テレビ朝日開局55周年記念 黒澤明ドラマスペシャル 野良犬
- 天国への階段
- 東京地検特捜部長・鬼島平八郎 “眠らぬ鬼”
- 東大落城 安田講堂36時間の攻防戦
- 特命係長 只野仁2
- 西村京太郎トラベルミステリー 特急スーパービュー踊り子殺人事件
- 信長の棺
- はぐれ刑事純情派
- ハラハラ刑事
- はるか17
- ぶるうかなりや - 黒光の部下
- MEGAQUAKE 巨大地震 - 大家の息子
- 妄想捜査〜桑潟幸一准教授のスタイリッシュな生活
- 最も遠い銀河
- 臨場2 - ヤクザ

### 特撮
- ウルトラシリーズ
  - ウルトラマンダイナ 第48話「ンダモシテX」（1998年）
  - ウルトラマンガイア 第15話「雨がやんだら」（1998年）
  - ウルトラマンコスモス 第26話「カオスを倒す力」（2001年） - コウジ
  - ウルトラQ dark fantasy 第6話「楽園行き」（2004年） - 清掃局員
  - ウルトラマンネクサス 第22話「安息 - キュア -」（2005年） - 修理工
- 超星神グランセイザー 第34話「倒せ、ダイロギアン!」（2004年） - 警備兵
- 怪奇大作戦 セカンドファイル 第2話「昭和幻燈小路」（2007年） - 警官

### 舞台
- 座頭市
- 東京モーターショー・トラフィック戦隊アンゼンジャー
- ピーチな奴
- 林檎 -RINGO-

### CM
- ゼビオ・ウエスタン村篇

## スタント指導

### 映画・Vシネマ
※記載なしはスタント指導・技斗
- 恋する歯車
- ガマの油
- グラッフリーター刀牙
- 女囚701号 さそり外伝
- 艶剣客2 くノ一色洗脳
- Dolls
- ハングリーハート
- PIECE〜記憶の欠片〜
- 新・監禁逃亡2
- Another アナザー（アクションアシスト）
- 一枚のハガキ（アクションアシスト）

### テレビドラマ
- 長い長い殺人
- たぶらかし

### 舞台
- 千年の祈り（殺陣助手）
- 雪の渡り鳥（殺陣助手）

| スタブアイコン | サブスタブ | この項目は、まだ閲覧者の調べものの参照としては役立たない、俳優（男優・女優）に関連した書きかけの項目です。この項目を加筆・訂正などしてくださる協力者を求めています（P:映画/PJ芸能人）。 |